# Scala di Hamilton-Norwood

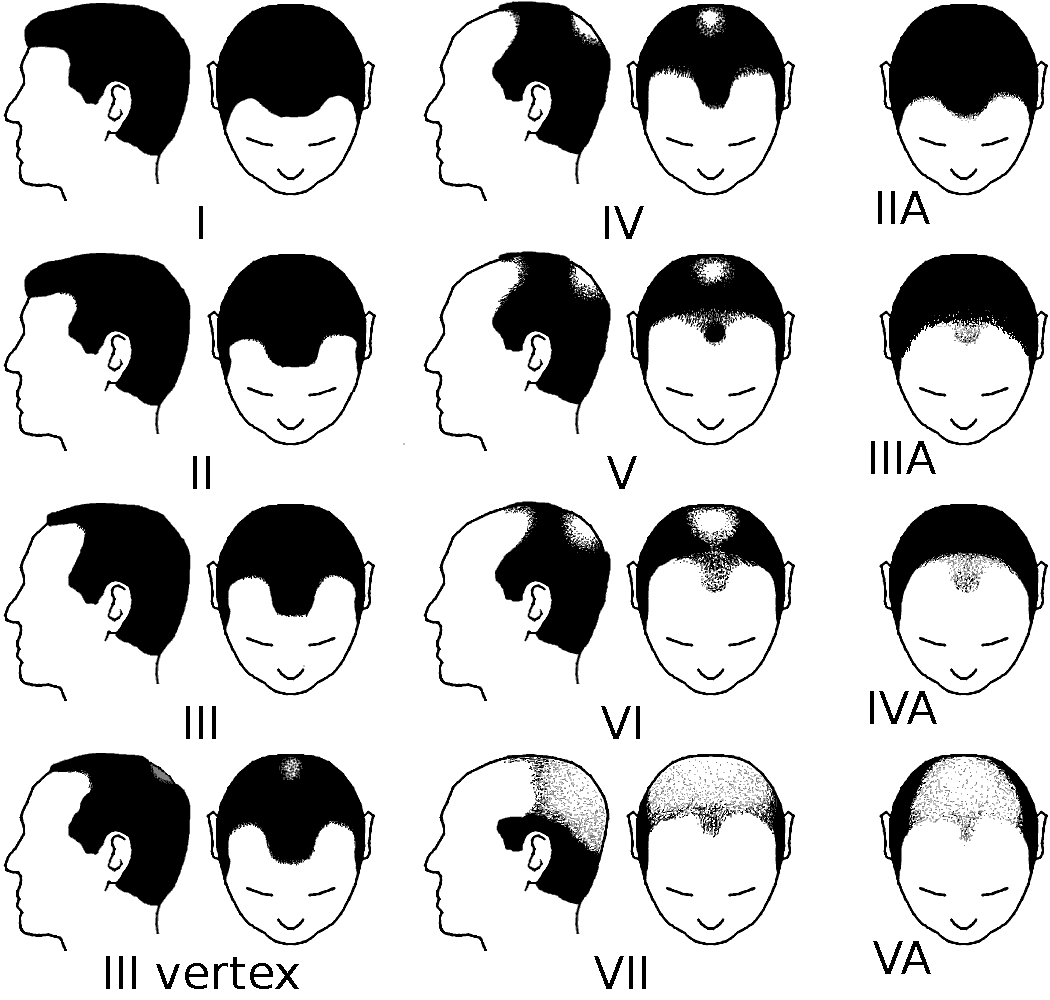
Questa immagine mostra due modelli principali del complicato sistema di classificazione della calvizie maschile del Dr. O’Tar Norwood

La scala Hamilton-Norwood è utilizzata per classificare le fasi della calvizie maschile. Le fasi sono descritte con un numero compreso tra 1 e 7.
Questa scala è stata introdotta per la prima volta da James Hamilton negli anni '50 e successivamente rivista e aggiornata da O'Tar Norwood negli anni '70. A volte viene definita scala Norwood-Hamilton o semplicemente scala Norwood.
La scala è regolarmente utilizzata dai medici per valutare la gravità della calvizie, ma non è considerata molto affidabile poiché le conclusioni degli esaminatori possono variare.
Questa immagine mostra due modelli principali del complicato sistema di classificazione della calvizie maschile del Dr. O’Tar Norwood. Questo sistema si basa sulla scala Hamilton ed è spesso chiamato scala Norwood-Hamilton.
- I: Piccola o nessuna recessione dell'attaccatura dei capelli.
- II: aree triangolari, spesso simmetriche, di recessione sull'attaccatura frontotemporale.
- III: perdita di capelli abbastanza piccola da essere considerata calvizie secondo Norwood. Ci sono simmetriche recessioni profonde alle tempie che sono scarsamente coperte da capelli. III vertice: la caduta dei capelli è principalmente dalla parte superiore della testa (vertice) con una recessione limitata dell'attaccatura frontotemporale che non supera la recessione osservata in III.
- IV: recessione frontotemporale più grave rispetto al III e vi sono peli radi o assenti sul vertice. Le due aree di caduta dei capelli sono separate da una fascia di capelli moderatamente densi che si estende sulla parte superiore. Questa fascia si collega con la frangia a pelo lungo ai lati del cuoio capelluto.
- V: L'area di perdita dei capelli del vertice è separata dall'area frontotemporale ma è meno distinta. La sottile fascia di capelli sulla corona è più stretta e le aree vertici e frontotemporali della caduta dei capelli sono più grandi.
- VI: Il ponte di capelli che attraversa la corona è sparito e rimangono solo capelli radi. Le aree frontotemporali e del vertice sono unite e l'estensione della perdita di capelli è maggiore.
- VII: La forma più grave di perdita di capelli e solo una sottile fascia di capelli a forma di ferro di cavallo rimane sui lati e sul retro del cuoio capelluto. I capelli rimanenti di solito vanno bene e non sono densi. Variante A: IIA: l'attaccatura dei capelli è anteriore al piano coronale 2 cm anteriore al meato uditivo esterno. IIIA: l'attaccatura dei capelli è tornata a un punto compreso tra il limite dell'AII e il livello del meato uditivo esterno. IVA: L'attaccatura si è ritirata oltre il meato uditivo esterno ma non ha raggiunto il vertice. VA: L'area della perdita di capelli include il vertice. La perdita di capelli più grave di VA non può essere distinta dai tipi VI o VII.